# Fatwā
La fatwā (in arabo فتوى‎?, plur. in arabo فتاوى‎?, fatāwā), nel diritto islamico, corrisponde ai responsa del diritto romano. La parola è composta da tre lettere e deriva da aftā-hu fī-l-amr ("consultare qualcuno riguardo qualcosa") e istaftā ("richiedere una spiegazione o un chiarimento"). La parola significa "novità", "chiarificazione", "gioventù", "perfezione", "spiegazione", "ricerca una decisione da una corte" e compare undici volte nel Corano, in cinque Sure diverse. La fatwa è il risultato di due azioni: l'istiftā, la domanda, e l'iftā, la risposta e chiarimento. Il termine indica l'opinione legale o l'interpretazione dotta che un giurista o un mufti qualificato può dare su questioni relative alla legge islamica.

## Caratteristiche
Si tratta di una risposta data a un qāḍī, cioè a un giudice musulmano di nomina governativa, da un faqīh (esperto di legge coranica), quando questi sia interpellato per conoscere quale sia l'orientamento sciaraitico prevalente riguardo ad una certa fattispecie giuridica. In caso di risposta che affermi la liceità di un comportamento, il faqīh viene detto muftī.
Il quesito deve essere sottoposto in forma anonima e in lingua originale al Muftī, che indicherà l'astratto modo di procedere. L'obbligatorietà dell'applicazione del disposto della fatwā si verifica quando il Muftī appartenga alla stessa scuola giuridica (madhhab) del qāḍī. In caso contrario la fatwā sarà un semplice parere, non cogente per il giudice che ha avanzato il suo interrogativo al Muftī.
I tribunali sciaraitici – oggi operanti solo in sporadici casi, lì dove siano state reintrodotte in tutto in parte le norme sciaraitiche – agiscono basandosi esclusivamente su quanto riportato dalle fonti della Shari'a (ossia Corano e Sunna). Essendo la fatwā un'opinione personale, per quanto autorevole, essa non obbliga il giudice ad applicare quanto suggerito dall'esperto se il suo madhhab non sia esattamente quello del qāḍī richiedente. Quindi una fatwā non ha necessariamente alcuna diretta esecutività.
Oltre alla mancanza di esecutorietà della fatwā, va comunque ricordato che, essendo una sorta di parere pro veritate, può frequentemente avvenire che siano emesse fatāwā tra loro del tutto discordanti. Il fatto non crea scandalo alcuno nella cultura giuridica islamica, dal momento che un ḥadīth attribuito a Maometto asserisce che «la disparità di giudizi (ikhtilāf) è una benedizione per la Umma islamica».

## Sineddoche
La parola ha avuto notorietà in Italia per l'uso restrittivo con cui è stata intesa nel linguaggio dei media che la riferirono alla condanna a morte in contumacia pronunciata nell'anno 1989 dall'Ayatollah Khomeinī contro lo scrittore indiano Salman Rushdie, ritenuto reo di sacrilegio verso la religione musulmana per il suo libro I versi satanici. 
Sebbene questo sia uno dei possibili significati, non è però uno dei più comuni, e molti musulmani si ritengono irritati da un simile indebito accostamento tra fatwā e "pena capitale" da parte degli occidentali. La fatwā può infatti riguardare pressoché qualunque aspetto della vita individuale, delle norme sociali e religiose, della guerra e della politica del mondo islamico. Nei 1400 anni di storia musulmana, milioni di fatāwā sono state emesse su innumerevoli situazioni quotidiane, come il matrimonio, gli affari economici e le questioni private. Tuttavia, un assai limitato numero di esse riguarda argomenti ben più controversi, come il jihād e i dhimmi, e sebbene siano emanate perlopiù da improvvisati e irrituali "dotti" fondamentalisti, tendono a ricevere molta più attenzione da parte dei mezzi di comunicazione non islamici, a causa dei loro importanti riflessi politici.